# Маркгреферланд
Маркгреферланд (на немски: Markgräflerland) е географска област в най-югозападната част на провинция Баден-Вюртемберг, Германия.
Разположена е между областта Брайсгау на север и планината Шварцвалд на изток, а река Рейн е граница на Маркгреферланд на запад с Франция и на юг с Швейцария. Областта дължи името си на факта, че от XII век е владение на маркграфовете на Баден. Тя е известна със своите лозя, а най-значимият град е Мюлхайм.